# Иса Гендаргеноевский
И́са Гендаргено́евский (чечен. Гендаргно́йн Ӏи́йса, также известен как наи́б И́сса; 1795, Гендерген, Ичкерия — 1845, Урус-Мартан, Малая Чечня) — чеченский полководец XIX века, мудир (маршал) и наиб Северо-Кавказского имамата, участник Кавказской войны в 1810—1845 годах. Командовал горскими отрядами в Валерикском и Даргинском сражениях.

## Биография

### Ранние годы и происхождение
Родился в 1795 году в селении Гендерген в семье Чингари Эли, имевшего большое влияние в народе. Выходец из тайпа Гендарганой. Когда мальчику исполнилось десять лет, семья переселилась в селение Мартан-Аул. Согласно книге «Исторические личности Чечни», с ранних лет отличался лидерскими качествами и храбростью.

### Наиб Шамиля
В начале 1840 года, когда царская администрация пыталось разоружить чеченцев, Иса вместе с Джаватханом Даргоевским и Шоипом Центороевским организовал всеобщее восстание чеченцев.
Потерпевший поражение в Ахульго и скрывавшийся в это время в горах Чечни имам Дагестана Шамиль, предпринимал попытки привлечь на свою сторону предводителей восставших. После длительных переговоров при активном содействии Ахбердила Мухаммеда и известного алима Атабая Атаева была достигнута договоренность, что в Урус-Мартане пройдет съезд чеченских военачальников и алимов, куда будет приглашён и Шамиль.
7 марта 1840 года Шамиль прибыл в Урус-Мартан. На следующей день, 8 марта Иса от имени собравшихся чеченцев обратился к нему с предложением возглавить борьбу чеченского народа, обещая повиноваться в совместной борьбе как единственному военному и духовному лидеру. После согласия Шамиля он был провозглашён имамом Чечни и Дагестана.
Иса Гендаргеноевский не сразу был наделён титулом «наиба», в первые два года имамства Шамиля он занимал скромные должности — помощника наибов Малой и Большой Чечни. За это время он сумел проявить себя как храбрый воин и умелый предводитель, и в середине 1842 года был назначен наибом Большой Чечни. А через год, когда погиб Ахбердил Мухаммед — наиб Малой Чечни, превосходившей все остальные наибства по территории и числу жителей, на его место был перемещён Иса.
Дагестанский исследователь Юсуп Дадаев в своей книге «Наибы и мудиры Шамиля» писал:

Иса был высокообразованным и хорошо подготовленным наибом, одновременно храбрецом и опытным предводителем, заслужено пользовался авторитетом среди народа. Шамиль очень любил и ценил его, при каждом случае подчёркивал своё почтительное отношения к нему не только из-за возраста, а прежде всего за его человеческие качества.

— Юсуп Дадаев 
Несмотря на всё это, после Даргинского сражения их пути разошлись. Чуть позже был вызволен из плена внучатый племянник Исы, отданный в аманаты в связи с его назначением в 1842 году наибом Большой Чечни. После успешного освобождения заложника Иса предстал перед Шамилём во Веденской крепости для объяснения своих действий.
Утверждалось, что в ходе этой встречи он обвинил Шамиля в бездействии во время сражений на чеченской равнине. Выслушав его доводы, Шамиль отпустил его с миром, подарив свою саблю.
После этого Иса полностью отошёл от военно-политической деятельности. Существует версия, что к тому времени он был уже довольно пожилым человеком: 

Я присутствовал при разговоре Урус-Мартановского наиба Исы из рода Гендергени. Исе было под семьдесят лет, это был очень волевой человек, который не терпел малодушие.

— Зурхай-1, 1843 г.

### Смерть
По одной из версий, Иса Гендаргеноевский скончался после тяжёлой непродолжительной болезни в конце 1845 года. Его последними словами были: 

 «Много лет провёл я на войне за газават, надеясь, что паду на поле боя. Не думал я, что придётся умирать в постели. И всё-таки я верю, что мои заслуги зачтутся мне на том свете».

### Семья
Единственный сын Исы погиб в возрасте 18 лет в Сражении на реке Валерик (1840), дочь вышла замуж за представителя ветви Нини-неке тайпа Гендарганой.
Старший брат Исы Муса — также являлся активным участником Кавказской войны.

## Основные сражения
В начале февраля 1826 года во время российской военной экспедиции в Малую Чечню во избежание жертв среди мирного населения Урус-Мартана Иса организовал его переселение в горы, а затем вместе с Бейбулатом Таймиевым возглавил отряд по защите села. 27 февраля Иса и Бейбулат дали бой за Урус-Мартан, завершившийся отступлением казаков. Крупные сражения с участием Исы проходили в районе Урус-Мартан и в 1831 году, а в августе 1832 года аул подвергся нападению 10 тысячной армии барона Розена.
5 мая 1840 года отряды Исы и Ахбердил-Мухаммада нанесли поражение русским войскам у села Ачхой-Мартан, а через месяц с помощью Джавадхана Даргоевского разбили отряды царских войск под Назранью. Ответом на эти вылазки стала экспедиция генерал-лейтенанта Галафеева в Малую Чечню, под командованием которого находилось 4000 пехотинцев и 1500 казаков. Иса и другие предводители Малой Чечни устроили засаду войскам Галафеева на реке Валерик. Сражение состоялось 11 июля 1840 года. Обе стороны понесли значительные потери. В этом сражении Иса потерял своего единственного 18-тилетнего сына. Отважные и умелые действия в сражении на реке Валерик больше укрепили авторитет Исы в народе.
Летом 1842 года, воспользовавшись тем, что Шамиль на время отозвал к себе на подмогу в Дагестан мудира Ахбердил-Мухаммада, генерал Граббе организовал военный поход в Большую Чечню с намерением захватить Дарго и разгромить резиденцию Шамиля. Десятитысячный отряд царских войск завяз в густых чеченских лесах и подвергся постоянным атакам со стороны чеченцев. В этом бою Иса со своим отрядом оказывал поддержку наибам Джавадхану Даргоевскому и Шоипу Цонтороевскому. Чеченские предводители разбили экспедиционный отряд Граббе. Он потерял в том бою около 1800 солдат и 66 офицеров.
В середине 1845 года, во время Даргинской экспедиции графа Воронцова, Иса находился в гуще сражений; 7 июля, сконцентрировавшиеся возле Дарго отряды Исы и других наибов открыли стрельбу по лагерю русских. Для отражения атаки Воронцов сформировал группу отпора во главе с генералом Лабинцевым, но она была разбита чеченцами. 10 июля Воронцов сформировал другой отряд под командованием генерала Клюги фон Клюгенау, в задачу которого входило соединиться с подошедшим к даргинским лесам транспортом с продовольствием. На этот отряд двинулись подразделения Исы Гендаргеноевского. Отряд Клюгенау, понеся большие потери и потеряв два орудия, соединился с транспортом. Но на обратном пути он был почти полностью истреблён. Ночью Клюгенау предстал перед Воронцовым и доложил, что он потерял 1700 солдат и офицеров.

## Память
- В 1992 году указом Президента самопровозглашенной Чеченской Республики Ичкерия Дхохара Дудаева в Грозном улица Карла Либкнехта была переименована в улицу «Наиб Ӏисин урам» (улица наиба Исы)[27].